# Michael Wigglesworth
Michael Wigglesworth (geboren am 18. Oktober 1631 vermutlich in Yorkshire, England; gestorben am 10. Juni 1705 in Malden, Province of Massachusetts Bay) war ein neuenglischer Theologe, Prediger und Dichter.

## Leben
Seine Familie wanderte 1638 nach Neuengland aus, da sie sich wegen ihres puritanischen Glaubens zunehmender Verfolgung ausgesetzt sah. Seine Jugend verbrachte Wigglesworth in New Haven. 1648–51 studierte er in Harvard Theologie und lehrte dort auch bis 1654. Zu seinen Schülern gehörte unter anderem Increase Mather. 1653 wurde er Pfarrer in der Gemeinde Charlestown; ab 1656 bis zu seinem Tod predigte er in Malden. Seine schwache Konstitution hielt ihn jedoch häufig von der Kanzel ab. 1663 kurte er auf Bermuda, wo er begann, sich mit Medizin zu beschäftigen. In der Folge praktizierte er in Malden auch als Arzt.
1662 veröffentlichte er das lange Gedicht The Day of Doom; or, A Description of the Great and Last Judgment, das zum ersten Bestseller Amerikas wurde. Es stellt eine Beschreibung des Jüngsten Gerichts und gleichsam eine Darlegung orthodox-calvinistischer Glaubenssätze dar. Die 1800 Exemplare der ersten Auflage verkauften sich binnen eines Jahres, und bis 1751 erlebte es sieben amerikanische und zwei englische Neuauflagen. Neben der Bibel und John Bunyans The Pilgrim’s Progress war es das meistgelesene Buch in Neuengland. In vielen streng puritanischen Haushalten war es sogar das einzige literarische Werk, das überhaupt zugelassen war. Zumindest in ländlichen Gegenden mussten Schulkinder The Day of Doom noch etwa bis zur Zeit der amerikanischen Unabhängigkeit auswendig lernen. The Day of Doom ist berüchtigt für seine aus säkularer Perspektive menschenverachtend anmutende Grundhaltung, die aber durchaus der Überzeugung seiner puritanischen Zeitgenossen entsprach. So lässt darin etwa Gott die ungetauft gestorbenen Kinder wissen, dass er für sie den angenehmsten Raum in der Hölle bereithalten wird.
Zu Wigglesworths weiteren Werken zählen neben weiteren Gedichten religiösen Inhalts die Jeremiade God’s Controversy with New England, die aber erst 1871 gedruckt wurde, sowie das Traktat Meat out of the Eater, or Meditations concerning the Necessity, End, and Usefulness of Affliction to God’s Children (1669). Im 20. Jahrhundert wurden zudem Teile seines Tagebuchs publiziert.

## Werkausgaben
- John Ward Dean (Hrsg.): The Day of Doom, or, A Poetical Description of the Great and Last Judgment: With other Poems. American News Company, New York 1867; archive.org.
- Ronald A. Bosco (Hrsg.): The Poems of Michael Wigglesworth. University Press of America, Lanham MD 1989, ISBN 0-8191-7345-2.
- Edmund S. Morgan (Hrsg.): The Diary of Michael Wigglesworth 1653-1657: The Conscience of a Puritan. Harper & Row, New York 1965. Reprint: Peter Smith, Gloucester MA 1990, ISBN 0-8446-0808-4.